# Steve Mullings

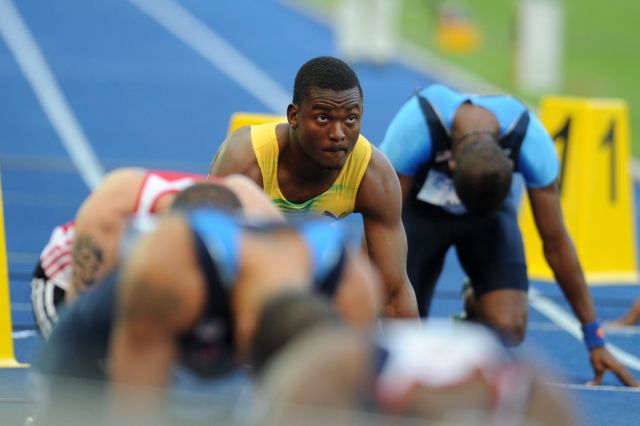
Mullings i Berlin 2009

Steve Mullings, född den 28 november 1982 i Saint Elizabeth, är en jamaicansk före detta friidrottare som tävlade i kortdistanslöpning.
Mullings deltog vid VM i Osaka 2007 där han ingick i det jamaicanska stafettlaget på 4 x 100 meter. Han sprang bara i försöken men då laget senare blev silvermedaljör fick även han en medalj. Vid VM 2009 i Berlin tävlade han på 200 meter där han tog sig till finalen. Väl där slutade han på femte plats på tiden 19,98, vilket även var ett nytt personligt rekord. Han ingick även tillsammans med Michael Frater, Usain Bolt och Asafa Powell i stafettlaget som vann guld på 4 x 100 meter.

## Dopingsavstängningar
Mellan 2004 och 2006 var Mullings avstängd för dopning. 2011 åkte han fast för doping för andra gången i sin karriär, vilket ledde till en livstids avstängning från tävlande. Efter överklaganden till Idrottens skiljedomstol står avstängningen fast enligt ett beslut från 2013.

## Personliga rekord
- 100 meter – 9,80
- 200 meter – 19,98